# Peinture française du XVIIIe siècle

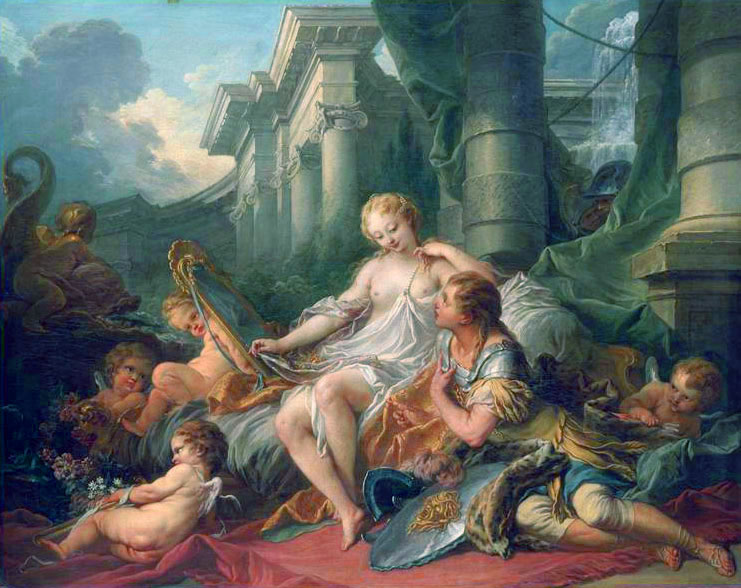
François Boucher, Renaud et Armide, 1734, Musée du Louvre

La peinture française du XVIIIe siècle est marquée par le goût « rococo » qui inspire toutes les formes de l'art.
Le rococo et le néoclassicisme caractérisent les arts visuels et plastiques ainsi que l'architecture en France de la fin du XVIIe à la fin du XVIIIe siècle. En France, la mort de Louis XIV va conduire à une période de liberté communément appelée la Régence. La peinture se tourne vers les  « fêtes galantes » et les décors de théâtre. Les peintres de cette période adoptent un style plus léger avec des couleurs pastels, moins de dorure et moins de brocarts, coquillages, guirlandes...
Entre la fin du règne de Louis XIV et le début de la Régence, la peinture française évolue grâce à de grandes figures comme Antoine Watteau, Carle Van Loo, Jean-François de Troy, François Boucher, Jean Siméon Chardin, Jean-Marc Nattier, Jean-Baptiste Greuze, Hubert Robert, Joseph Vernet ou Jacques-Louis David. Le XVIIIe siècle voit aussi le développement des salons privés et de la critique artistique, qui permettent de « démocratiser » l'art de la peinture, et de forger une opinion publique. La multiplication des salons de l'Académie royale de peinture et de sculpture, puis les changements amenés par la Révolution, poursuivent cette tendance.

## Histoire

### La fin du règne de Louis XIV
La transition entre le XVIIe et le XVIIIe siècle, marquée par la fin du règne de Louis XIV, est une période pendant laquelle commence à se développer la peinture d'histoire et l'apparition d'une génération de portraitistes.
Le style rococo est apparu comme un dérivé de la peinture baroque, plus décadent, plus léger, souvent frivole et érotique.

### Naissance du rococo pendant la Régence

Pèlerinage à l’île de Cythère d’Antoine Watteau, vers 1718

En peinture, le début du XVIIIe siècle est marqué par la naissance du style rococo pendant la période de la Régence.

#### La peinture d'histoire
Ce genre pictural était considéré comme le genre majeur de la peinture dans la hiérarchie des genres jusqu'à la fin du XVIIIe siècle avant de laisser la place à d'autres genres tels que le portrait, les scènes de genre et le paysage.

#### L'art du portrait

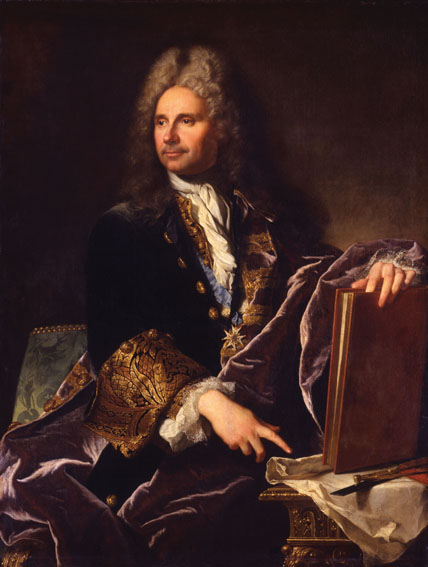
Hyacinthe Rigaud, Portrait de Robert de Cotte (1656-1735), 1713, Musée du Louvre, Paris

Au cours de ce siècle, les portraits de miniatures, peints avec une précision incroyable et souvent enfermés dans des médaillons, étaient hautement appréciés.

#### Le paysage

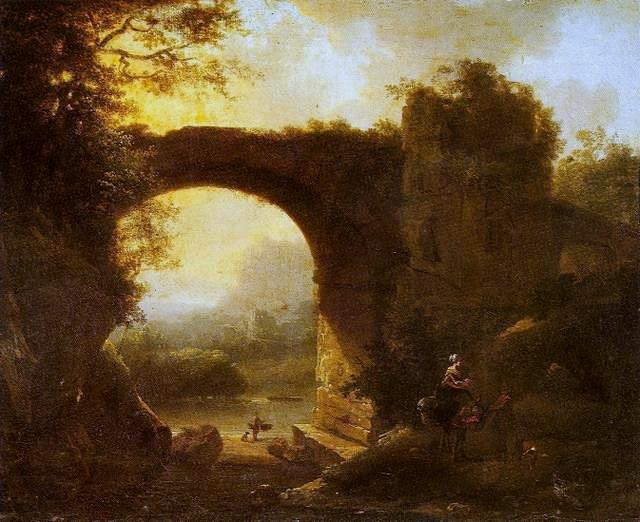
Simon Mathurin Lantara, Coucher de soleil, Musée historique national, Rio de Janeiro, Brésil

Simon Mathurin Lantara excellait dans la perspective aérienne et dans la représentation de paysages au différentes heures du jour. Les ciels de ses tableaux sont d’un ton vaporeux et d’une grande légèreté de touche. Il peignait des couchers de soleil, chauds et lumineux, des clairs de lune d’un ton argentin, plein de mélancolie.
Au début de sa carrière de peintre, Joseph Vernet qui est à Rome pour étudier la peinture, s'intéresse aux œuvres paysagistes et aux peintres de la marine comme Claude Gellée, dont on retrouve le style et les sujets dans les tableaux postérieurs de Vernet. Il représente en général la nature en accordant beaucoup de place au ciel, aux personnages et scènes de la vie quotidienne qui animent les lieux.

#### La scène de genre
En revanche, au début du XVIIIe siècle, la peinture de genre est florissante même si elle ne porte pas ce nom à l'époque. Diderot, dans ses critiques des œuvres exposées aux salons de peinture et de sculpture dénonce d'ailleurs la confusion entre nature morte et peinture de genre :
« On appelle du nom de peintres de genre, indistinctement, et ceux qui ne s'occupent que des fleurs, des fruits, des animaux, des bois, des forêts, des montagnes, et ceux qui empruntent leurs scènes de la vie commune et domestique. »

#### Les natures mortes
Au cours du XVIIIe siècle, les peintres français ont généralement abandonné les connotations religieuses et allégoriques dans les natures mortes. Les peintures de nature morte évoluent vers des représentations d'aliments courants en utilisant des couleurs variées. L'aristocratie française demandait aux artistes d'exécuter des peintures extravagantes mais sans le message moralisateur des vanités réalisées par les peintres hollandais. L'influence du style rococo a parallèlement conduit à une augmentation de l'attrait pour la peinture en trompe-l'œil dans les natures mortes.

#### L'invention de la « Fête galante »

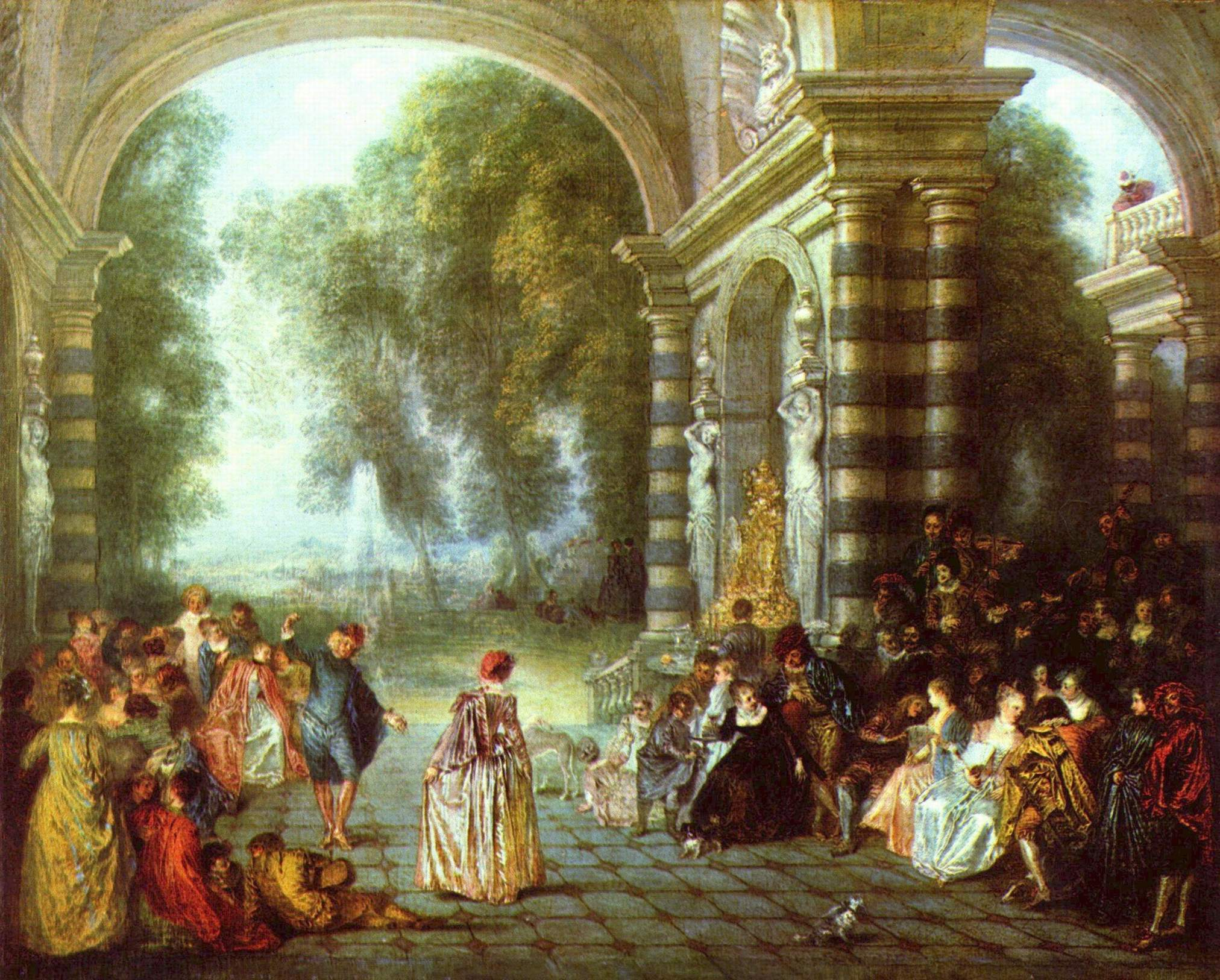
Antoine Watteau, Les Plaisirs du bal, 1717.

#### Renouveler la peinture d'Histoire: la génération du concours de 1727
Au début du XVIIIe siècle, une grande génération de peintres se consacre à la peinture d'Histoire. C'est le cas par exemple de Jean II Restout, Noël Nicolas Coypel, Jean-François de Troy ou François Lemoyne.

### Le siècle des lumières et la peinture
Devant la poussée des libertés prônées par les philosophes du XVIIIe siècle, tels que Rousseau, Diderot ou Voltaire, l'art classique français perd peu à peu de son influence. La peinture devient un des moyens d’exprimer la sensibilité et les goûts personnels de l'artiste. Toutefois, face au pouvoir en place et au poids de la peinture académique, les peintres doivent dissimuler leur désir de libre arbitre derrière des déguisements, des travestis, le recours à la mythologie non plus comme glorification mais comme un amusement et un moyen de représenter des scènes qui pourraient être jugées licencieuses.

#### Peinture d'Histoire: l'âge d'or du rococo français

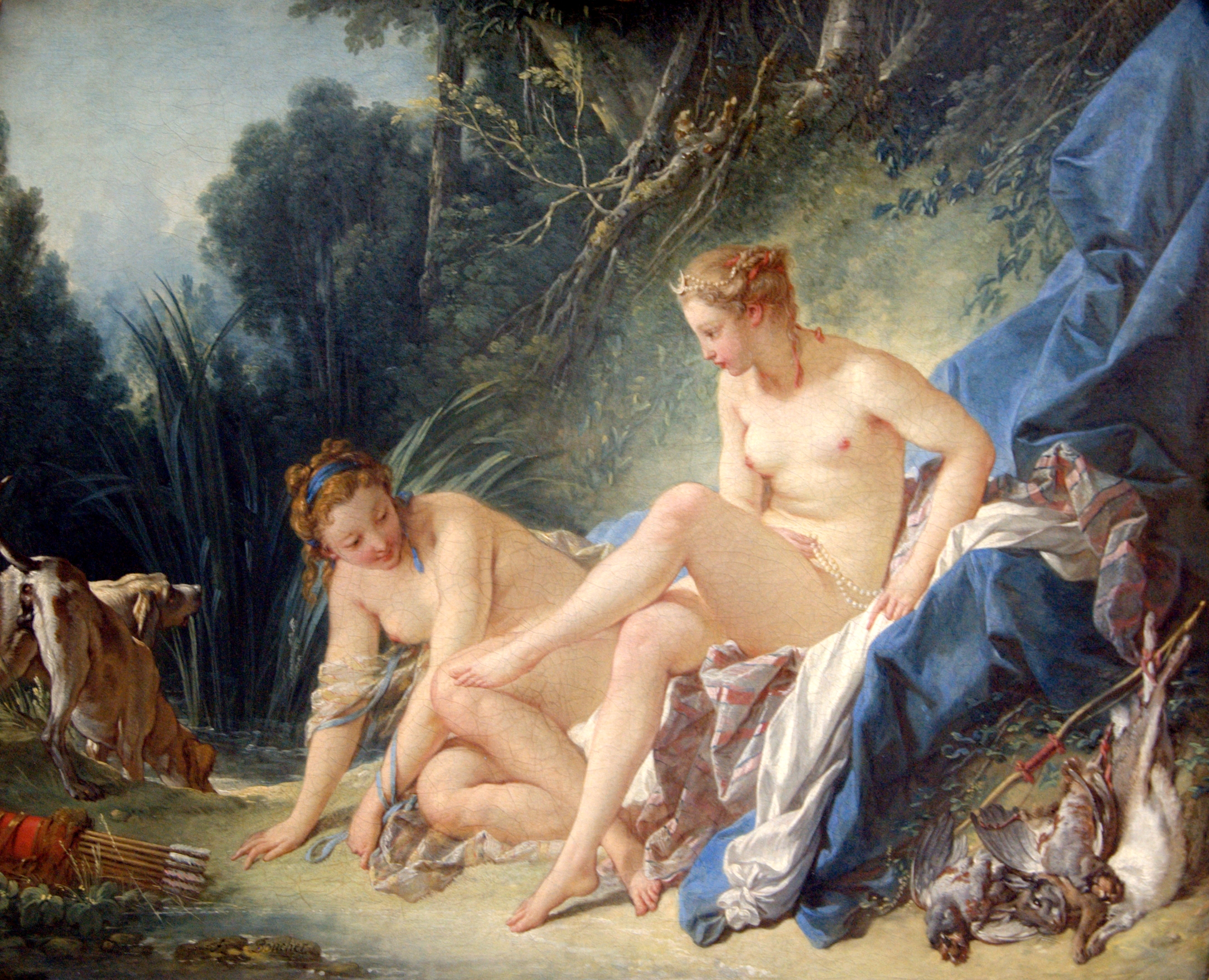
François Boucher, Diane sortant du bain, 1742, Musée du Louvre, Paris

Les années 1730 représentent l'apogée du développement du rococo en France. Le style s'est propagé au-delà de l'architecture et du mobilier à la peinture et la sculpture, illustré par les Boucher. Le rococo avait gardé le goût baroque pour les formes et les modèles complexes, mais il avait commencé à intégrer des caractéristiques diverses, tel que le goût pour les conceptions orientales et les compositions asymétriques.
Il peint des nus raffinés sous couvert de sujets romanesques ou mythologiques, son art visant non à émouvoir mais à embellir la femme, le plaisir et la volupté. Les toiles de Boucher sont mouvementées et les couleurs vives sont héritées de l'art baroque mais elle reflètent aussi le goût de l’époque pour l’exotisme et l’Asie notamment. Boucher, peintre du Roi, réalise aussi de nombreuses peintures décoratives comme pour les travaux du Château de Versailles pour la Reine ou les travaux du Château de Fontainebleau. Mais c'est surtout pour ses nus qu'il est apprécié à l'époque par la bourgeoisie alors que son travail est critiqué par les tenant du classicisme.
Boucher sera imité, souvent de manière grivoise et libertine, par deux de ses gendres, les peintres Pierre Antoine Baudouin et Jean Baptiste Deshayes. L'influence de Boucher se retrouve également chez Jacques Louis David dont les premières œuvres sont imprégnées du style de Boucher comme dans ses toiles Combat de Minerve et de Mars pour laquelle il arrive second au Prix de Rome en 1771 ou encore dans la Mort de Sénèque réalisée en 1773.

#### L'art du portrait

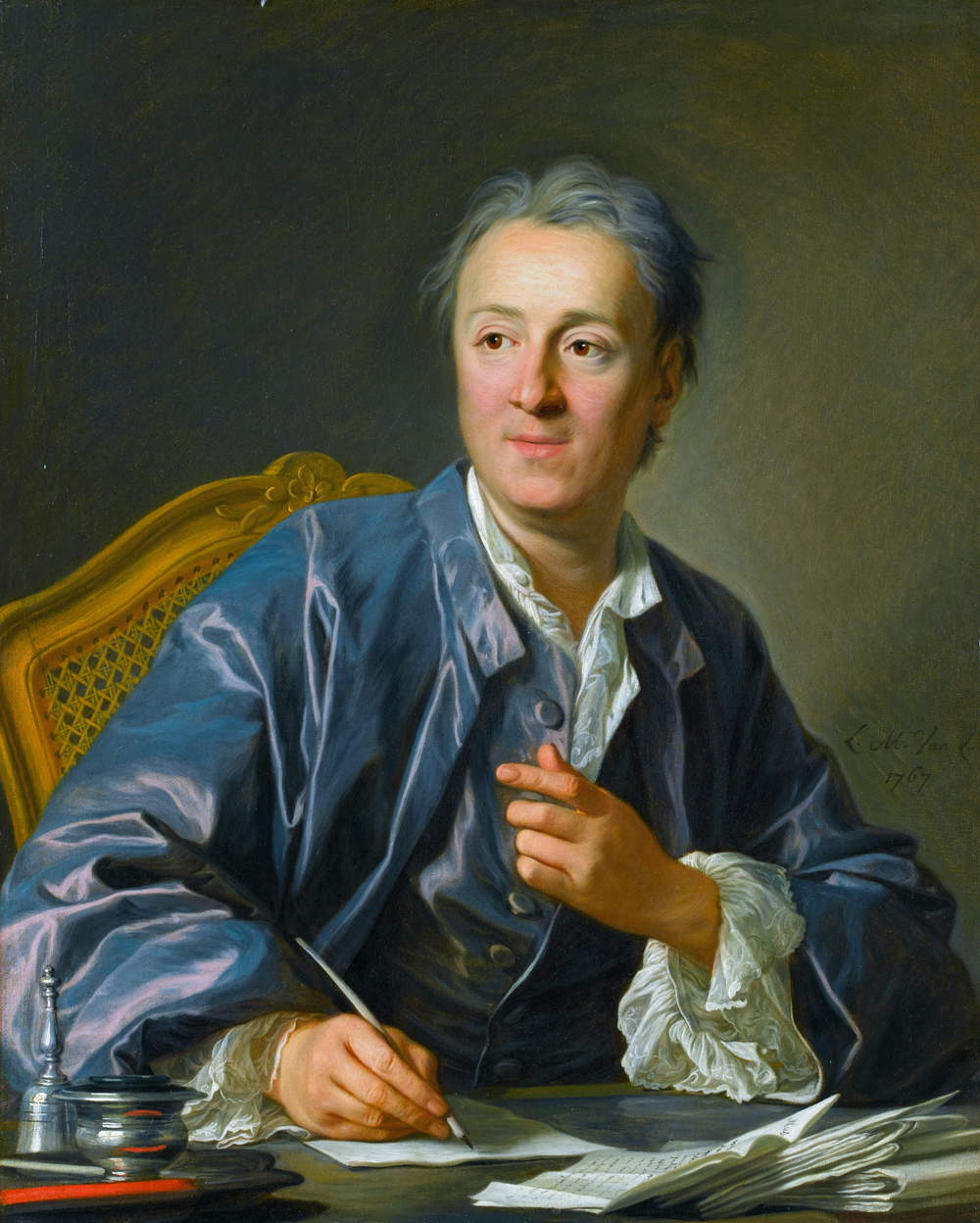
Louis Michel van Loo, Portrait de Denis Diderot, 1767

Jean-Baptiste van Loo, qui travaillait pour le duc de Savoie, pour le prince de Carignan et pour la cour de Londres, excellait dans l’art du portrait. Il a notamment réalisé plusieurs portraits de Louis XV. Le fils de son frère, Louis-Michel van Loo se perfectionna aussi dans les portraits et peignit notamment celui de Diderot, ainsi qu'un autoportrait  le représentant en train de peindre son père.
Jean-Marc Nattier, fils du portraitiste Marc Nattier, se fit promptement une grande réputation dans ce genre.

#### La nature morte

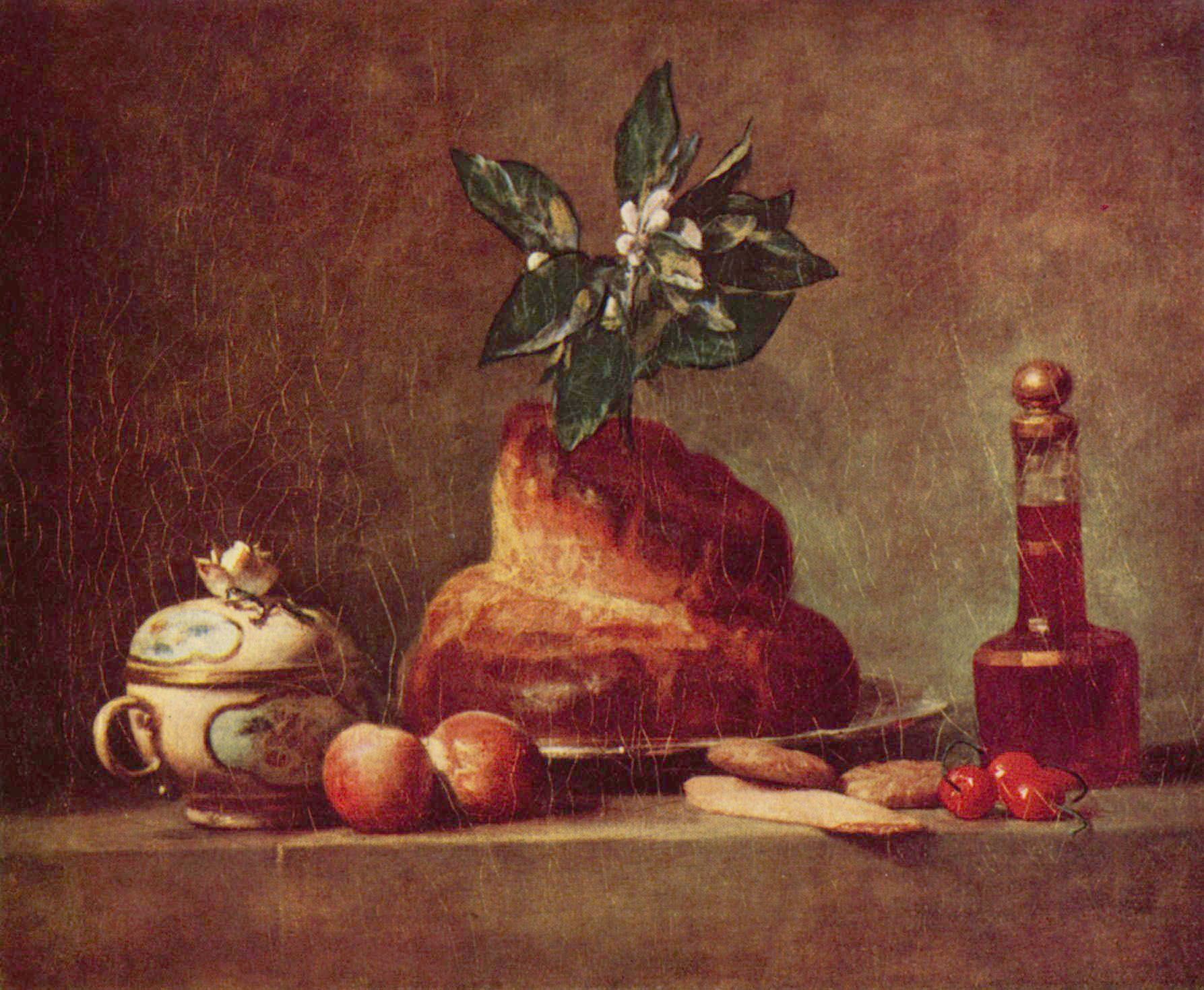
Jean-Baptiste-Siméon Chardin, La brioche, 1763, Musée du Louvre, Paris

### Le rococo tardif et les prémices du néoclassicisme

#### Vigée Lebrun et le portrait sous Louis XVI

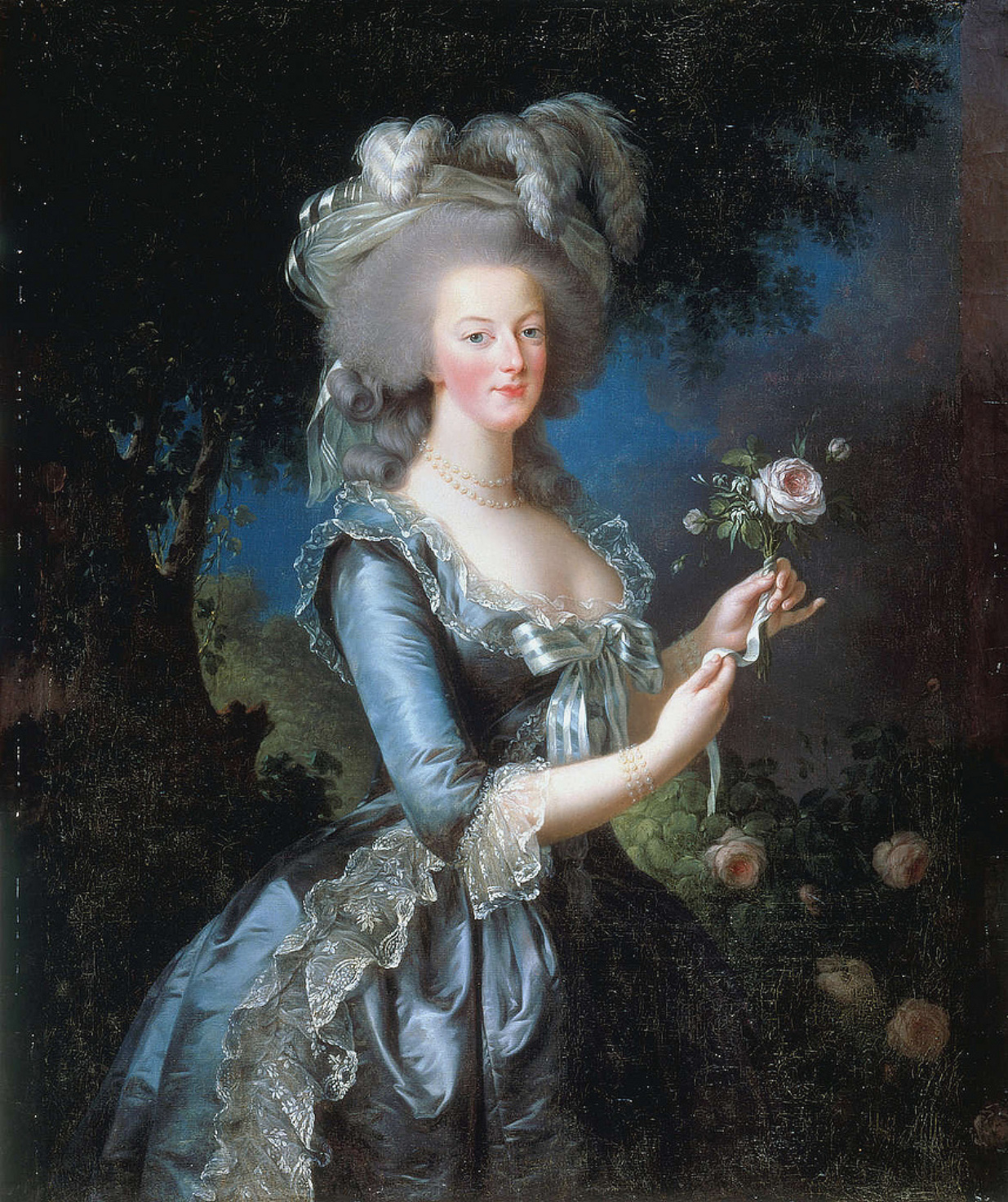
Marie-Antoinette d'Autriche, Élisabeth Vigée-Lebrun, 1783, Château de Versailles

À cette époque, les femmes peintres ont acquis une importance nouvelle, en particulier dans le domaine du portrait. C'est notamment le cas de la peintre Élisabeth Vigée-Lebrun.

#### Greuze et le triomphe de la scène de genre

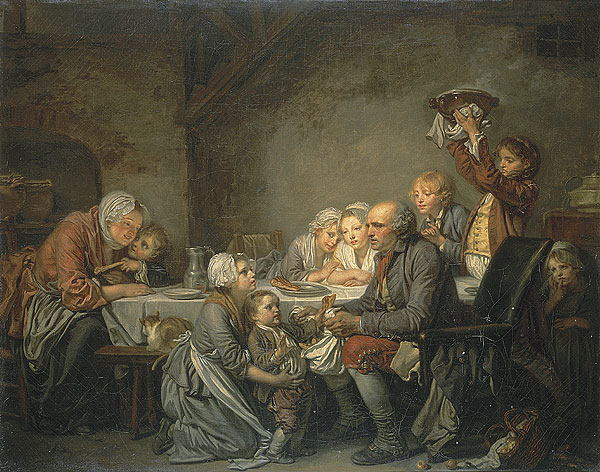
Jean-Baptiste Greuze, Le Gateau des rois, 1774, Musée Fabre, Montpellier.

Bien qu'il ait été jugé comme un peintre kitsch, ses peintures de genre révèlent l'importance du sentimentalisme dans les arts européens de l'époque.
Avec l'Accordée de village réalisée en 1761, Greuze se met à la peinture de genre traitée avec les ressources de la peinture d'histoire, donnant aux personnages l'expression de leurs sentiments. Son tableau L'empereur Sévère reproche à Caracalla, son fils, d'avoir voulu l'assassiner, peint en 1769, il provoque de vives réactions du public et il est reçu à l'Académie comme peintre de genre et d'histoire.
Sa peinture de genre est jugée moralisante comme lorsqu'il peint des scènes de la vie domestique et familiale dans Le gâteau des rois, une représentation simple du bonheur d’une famille de paysans célébrant l’Épiphanie. Les peintures de Greuze incarnaient aussi le désir d’une société à la recherche d'un art en rupture avec les frivolités rococos de Boucher. Dans la même veine sentimentaliste, les figures d’adolescentes contribuèrent à sa renommée

#### Vallayer-Coster et la nature morte

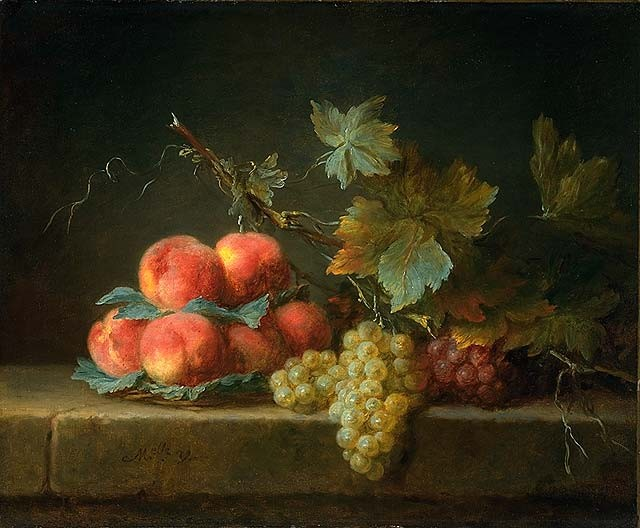
Anne Vallayer-Coster, Pêches et raisins

Anne Vallayer-Coster dont l'essentiel du travail était consacrée au "langage" de la nature morte élaboré aux XVIIe et XVIIIe siècles. Au cours de ces siècles, la nature morte était encore placée au bas de l'échelle de la hiérarchie des genres. Vallayer-Coster a développé un style attractif reposant la richesse des couleurs et des textures, l'utilisation de l'illusionnisme, afin de représenter une grande variété d'objets, à la fois naturel et artificiel. Ses œuvres révèlent l'influence de Jean-Baptiste-Siméon Chardin ainsi que des maîtres hollandais du XVIIe siècle.

## Principaux peintres
- Joseph Aved (1702-1766)
- Michel-Bruno Bellengé (1726-1793)
- François Boucher (1703-1770)
- Antoine-François Callet (1741-1823)
- Jean-Baptiste Siméon Chardin (1699-1779)
- Jacques Louis David (1748-1825)
- Jean-Baptiste Deshays de Colleville (1729-1765)
- François-Hubert Drouais (Drouais le fils) (1727-1775)
- Joseph-Siffrein Duplessis (1725-1802)
- Jean-Jacques Durameau (1733-1796)
- Jean-Honoré Fragonard (1732-1806)
- Jean-Martial Frédou (1710-1795)
- Jean-Baptiste Greuze (1725-1805)
- Noël Hallé (1711-1781)
- Étienne Jeaurat (1699-1789)
- Nicolas Lancret (1690-1743)
- Quentin de La Tour (1704-1788)
- François Lemoyne (1688-1737)
- Jean-Baptiste Lemoyne (1704-1778)
- Nicolas-Bernard Lépicié (1735-1784)
- Jean-Étienne Liotard (1702-1789)
- Charles Amédée Philippe van Loo (1719-1795)
- Charles-André van Loo (Carle Van Loo) (1705-1765)
- Jean-Baptiste van Loo (1684-1745)
- Louis-Michel van Loo (1707-1771)
- Charles-Joseph Natoire (1700-1777)
- Jean-Marc Nattier (1685-1766)
- Jean-Baptiste Oudry (1686-1755)
- Jean-Baptiste Pater (1695-1736)
- Jean-Baptiste Perronneau (1715-1783)
- Maurice Quentin de La Tour (1704-1788)
- Jean Restout (1692-1768)
- Hubert Robert (1733-1808)
- Jean-François de Troy (1679-1752)
- Claude Joseph Vernet (1714-1789)
- Joseph-Marie Vien (1716-1809)
- Élisabeth Vigée Le Brun (1755-1842)
- Antoine Watteau (1684-1721)